# Януш Голь
Януш Голь (пол. Janusz Gol, нар. 11 листопада 1985, Свідниця) — польський футболіст, півзахисник «Амкару» та національної збірної Польщі.

## Клубна кар'єра
Народився 11 листопада 1985 року в місті Свідниця.
У дорослому футболі дебютував 2004 року виступами за рідний Осєдлови Клуб «Спартакус». Літом 2005 був запрошений до клубу «Полонія/Спарта», що виступав в четвертому за рівнем дивізіоні країни, в якому провів три сезони.
У липні 2008 року відправився в «ГКС» (Белхатув). У Екстраклясі дебютував 8 серпня 2008 року в матчі проти «Леха», провівши на полі останні 15 хвилин. Перший гол у польській найвищій лізі забив на початку травня 2009 року в грі проти «Полонії» (Битом).
Наприкінці лютого 2011 року підписав повноцінний контракт з клубом «Легія». 25 серпня 2011 в матчі етапу плей-офф Ліги Європи проти «Спартака» (Москва) забив в компенсований час (90+1 хвилині) переможний гол, який зробив рахунок 3:2 і забезпечив «Легії» участь у Лізі Європи за підсумками двох матчів. Через чотири дні, 29 серпня в грі проти ЛКС (Лодзь) він забив свій перший гол в Екстраклясі за команду зі столиці. У сезоні 2011/2012 з Легією виграв Кубок Польщі та дійшов з нею до 1/16 фіналу Ліги Європи. У сезоні 2012/2013 він виграв чемпіонат і Кубок Польщі.
25 липня 2013 він підписав дворічний контракт з російським «Амкаром». У чемпіонаті Росії дебютував 29 липня 2013 року, віддаючи результативну передачу на Мартіна Якубко. Влітку 2015 року продовжив контракт з «Амкаром» за схемою «2+1».

## Виступи за збірну
2007 року у складі аматорської збірної Нижньої Сілезії виграв Кубок регіонів УЄФА, здолавши в додатковий час Південно-східний регіон Болгарії (2:1).
У грудні 2009 року був запрошений тренером польської збірної Францішкем Смудою на турнір Кубка Короля Таїланду. 20 січня 2010 року дебютував в офіційних матчах у складі національної збірної Польщі в товариській грі проти збірної Таїланду, замінивши на останні сім хвилин Мацея Іванського. Три дні по тому в матчі проти Сінгапуру зіграв 45 хвилин.
Наразі провів у формі головної команди країни 8 матчів.

## Досягнення
- Чемпіон Польщі (1):

«Легія» (Варшава): 2013
- Володар Кубка Польщі (4):

«Легія» (Варшава): 2011, 2012, 2013
«Краковія»: 2020
- Володар Кубка регіонів УЄФА (1):

збірна Нижньої Сілезії: 2007